# 레이 (사르데냐)
레이(Lei)는 이탈리아 사르데냐 주 누오로도의 코무네 (지방 자치체)로, 칼리아리 북쪽으로 약 120 킬로미터 (75 mi), 누오로 서쪽으로 약 35 킬로미터 (22 mi) 떨어져 있다. 2004년 12월 31일 기준으로 인구는 617명이며 면적은 19.0 제곱킬로미터 (7.3 mi2)이다.
레이는 다음 지방 자치체와 접해 있다: 볼로타나, 실라누스.